# Radgona
Radgona (nemško Bad Radkersburg) je mesto na jugovzhodu Avstrijske Štajerske v t. i. Radgonskem kotu z okoli 3.000 prebivalci.

## Zgodovina
Arheološke najdbe pričajo o poselitvi območja današnje avstrijske Radgone že v času kulture žarnih grobišč. Naselje pod Radigojevim (današnjim Radgonskim) gradom je izpričano v 12. stoletju in se leta 1265 omenja kot trg, leta 1299 pa že kot mesto. Slovenska Radgona na drugem bregu Mure, tako imenovani Petersdorf, naj bi bila v 13. stoletju njeno predmestje. 
Avstrijska Radgona oziroma Bad Radkersburg je predvsem zgodovinsko mesto, nekoč pa je bila otok sredi Mure. V 13. stoletju je  kot tedaj pomembno trgovsko središče pridobila mestne pravice in se razvila v pomembno utrdbo proti Madžarom. Zaradi trgovskih poti med Vzhodom in Zahodom se je tu razvila živahna trgovina z  železom, vinom, soljo, medom in začimbami. V 16. stoletju so zgradili mestno trdnjavo, dela so vodili italijanski gradbeni mojstri, od katere je ohranjen velik del renesančnega obzidja. 
Vse do leta 1918 sta bili obe mesti povezani. Fizično ju je ločevala le reka Mura, povezoval pa stari leseni most, ki je bil leta 1929 povsem uničen. Dobri medsebojni odnosi med mestoma, ki so se lepo pokazali v slogi pri zaščiti pred poplavami in požarih, so privedli do skupne gradnje betonskega mostu leta 1969, ki sta ga slovesno odprla jugoslovanski in avstrijski predsednik Tito in Franz Jonas. Na začetku mostu je nekoč stala mitnica, kjer so pobirali mostnino, pod njim pa je potekala živahna trgovina z različnim blagom, soljo, železom, žitom, vinom in živino. 
Že od leta 1700 imata obe mesti na isti dan znani Leopoldov sejem, in to nepretrgano že več kot tristo let.

## Turizem
Odkritje bogatih izvirov tople in zdravilne vode, ki naj bi imela ob izviru kar 80 °C, je pripomoglo, da so v mestu leta 1978 odprli zdravilišče, ki je ob Muri sčasoma preraslo v veliko termalno kopališče Parkterme. Tudi nasploh je središče mesta s svojimi zgodovinskimi meščanskimi hišami, urejenimi trgi in najrazličnejšimi prodajalnami, ter označenimi parkirišči, pešpotmi in kolesarskimi stezami zelo prijetno za turiste in obiskovalce.

## Mestne znamenitosti
Na Glavnem trgu mestno hišo z gotskim stolpom obdajajo trinadstropne stavbe, nekoč last bogatih trgovcev in plemičev. V dvorani za slovesnosti so freske z motivi boja Radgončanov za priključitev k Avstriji po prvi vojni. Nasproti mestne hiše je Pistorjeva palača, ena najstarejših v mestu, v njenih kletnih prostorih so odkrili dragocene freske radgonskega slikarja Janeza Akvile. 
Mogočna baročna vrata vodijo do Marijine cerkve. V njej so bile do leta 1920, ko je mesto pripadlo Avstriji, nedeljske maše v slovenskem jeziku, zato so sem radi prihajali verniki iz Prekmurja in Slovenskih goric, na kar spominja tudi slovenski napis nad vrati.
Severno od Glavnega trga stoji Puhova hiša, kjer je kot vajenec služil Janez Puh, znani slovenski izumitelj, mehanik in proizvajalec vozil, ki je deloval v Gradcu.

## Kultura
Mesto vse leto zaznamuje živahno kulturno dogajanje, ki doseže svoj vrhunec poleti, s festivalom jazza, bluesa in brassa v novem kongresnem središču.